# Ruta Nacional 85 (Colombia)
La Ruta Nacional 85 hace parte de la Red Vial Nacional del Ministerio de Obras Públicas (Actual Ministerio de Transporte) de Colombia. Proyectada desde Leticia pasando por Tarapacá y La Pedrera en el departamento de Amazonas hasta Mitú en el departamento del Vaupés. Esta ruta pretendía cruzar la selva amazónica uniendo las capitales del Amazonas y del Vaupés con el fin de incrementar la colonización e incentivar el comercio con Brasil. Pero debido a los altos costos, las consideraciones de tipo ambiental que podría ocasionar y la baja densidad poblacional de la zona, hicieron que esta ruta no fuera concluida y no hay planes a corto ni mediano plazo para terminarla.
Hace 30 años se proyectó finalizar el Tramo 1 desde Leticia hasta Tarapacá con una longitud de 164 km de los cuales solamente se han construido 20,60 km, que se encuentran pavimentados en su totalidad. Se espera concluir el primer tramo aunque no hay una fecha de finalización determinada.
Un dato a tener en cuenta es que si se termina con la construcción de esta carretera y la Transamazónica haciendo un puente que atraviese el río Amazonas; se conectaría Mitú con la ciudad brasileña de João Pessoa reconocida por sus playas. Se recorrerían 5.589 kilómetros entre los dos países. Cabe destacar que por la carretera Transamazónica o ya en su culminación en João Pessoa se puede desviar a cual ciudad como Recife, Río de Janeiro, Sao Paulo, entre otras.

## Tramos
| Tramo | Inicio  | Final    |
| ----- | ------- | -------- |
| 01    | Leticia | Tarapacá |